# مکلن
مکلن (به هلندی: Mechelen) یک منطقهٔ مسکونی در هلند است که در خولپن-ویتم واقع شده‌است. مکلن ۱٬۴۹۰ نفر جمعیت دارد.